# Лакруа, Даниэль
Даниэль Лакруа (фр. Daniel Lacroix, 11 марта 1969 года, Монреаль, Квебек, Канада) — канадский хоккеист и тренер.

## Карьера игрока
В качестве хоккеиста выступал на позиции нападающего во многих североамериканских лигах. Всего Лакруа провел семь сезонов в НХЛ за команды «Нью-Йорк Рейнджерс», «Бостон Брюинз», «Филадельфия Флайерз», «Эдмонтон Ойлерз» и «Нью-Йорк Айлендерс». Всего в ней он провел в ней около двухсот игр. Свою карьеру Лакруа завершил в 33 года.

## Карьера тренера
Став наставником, он более десяти лет проработал ассистентом главного тренера в клубах НХЛ «Нью-Йорк Айлендерс», «Тампа-Бэй Лайтнинг», «Нью-Йорк Рейнджерс» и «Монреаль Канадиенс».
В октябре 2018 года Даниэль Лакруа после приглашения Дайнюса Зубруса возглавил сборную Литвы. В январе 2019 года канадец сменил Петера Драйзайтля у руля клуба Немецкой хоккейной лиги «Кёльнер Хайе».
Обладатель Кубка Тёрнера 1999/2000. Финалист Autumn Cup 2000.

## Семья
Сын Даниэля Седрик Лакруа (род. 1994) также является хоккеистом.